# La Famille Cigale
La Famille Cigale est un feuilleton français, réalisé par Jean Pignol sur un scénario et des dialogues de Gérard Sire et diffusé par TF1 en six épisodes le jeudi soir, entre le 6 janvier et le 10 février 1977. Il a été rediffusé par la même chaîne en février 1986 puis par Série Club en décembre 1996.

## Synopsis
Ce feuilleton relate les tribulations des Damien-Lacour, une famille de comédiens amoureux de leur métier mais habitués des seconds rôles et coutumiers des problèmes de trésorerie, les quatre générations cohabitant sous le même toit, celui d'un hôtel particulier parisien, dernier vestige de leur grandeur passée.

Le patriarche de 84 ans, Sévère (Jean Martinelli), s'enorgueillit d'avoir donné la réplique à Sarah Bernhardt et méprise la carrière de second couteau de son fils Fabien (René Clermont), frère de quinze ans plus âgé de Jasmine (Évelyne Ker), ex-star de cinéma. Fabien, avec sa femme Lucette (Marie Déa), a eu Serge (Michel Le Royer), lequel vit avec sa compagne Clio (Claudine Coster). Ensemble, ils ont deux enfants, Jean-Christophe (Frank David) et Béatrice (Carole Bouquet), la seule de la tribu à refuser l'appel des planches, et qui a décidé d'embrasser la carrière d'avocat.

Les ennuis d'argent s'enchaînent jusqu'à ce qu'apparaisse Rafaelo Santisteban (Marcel Dalio), un étrange individu qui prétend avoir écrit une pièce qui pourra les sauver.

## Fiche technique
- Titre original : La Famille Cigale
- Réalisateur : Jean Pignol
- Scénariste : Gérard Sire
- Musique du film : Jean-Pierre Mas
- Société de production : TF1, Telfrance
- Pays d'origine : France
- Genre : chronique familiale
- Nombre d'épisodes : 6
- Durée : 52 minutes
- Date de première diffusion : 6 janvier 1977 sur TF1

## Distribution
- Jean Martinelli : Sévère Damien-Lacour
- René Clermont : Fabien Damien-Lacour
- Marie Déa : Lucette Damien-Lacour (dite Lulu-Belle)
- Michel Le Royer : Serge Damien-Lacour
- Évelyne Ker : Jasmine Damien-Lacour dite Jasmine Floréal
- Claudine Coster : Clio Damien-Lacour
- Franck Cabot-David (crédité « Frank David ») : Jean-Christophe Damien-Lacour
- Carole Bouquet : Béatrice Damien-Lacour
- Marcel Dalio : Rafaelo Santisteban
- Denis Savignat : Paul Ledanois (ex-mari de Jasmine)
- Georges Montillier : l'huissier amateur de théâtre
- Bernard Lajarrige : Marvejol, directeur de théâtre
- René Havard : le réalisateur
- Laurence Badie : Fernande, habilleuse
- Sylvie Meyer : Agnès Varin
- Claude Legros : le professeur de théâtre
- Marc di Napoli : Pierre Lavelanet (fils d'un ténor du barreau, prétendant de Béatrice)
- Robert Manuel : Julius Richet (producteur de cinéma)
- Yves Vincent : Philippe Varin (marchand de tableaux, second prétendant de Béatrice)
- Frédéric Valey : Patrice (auteur dramatique, amoureux de Béatrice)

## Autour de la série
Ce feuilleton marqua les débuts de la carrière de Carole Bouquet, qui la qualifia plus tard de « série très bête ».